# Cot Jamun
Cot Jamun är ett berg i Indonesien.   Det ligger i provinsen Aceh, i den västra delen av landet, 1 800 km nordväst om huvudstaden Jakarta. Toppen på Cot Jamun är 430 meter över havet.
Terrängen runt Cot Jamun är varierad. Runt Cot Jamun är det ganska tätbefolkat, med 155 invånare per kvadratkilometer. Närmaste större samhälle är Banda Aceh, 12,9 km norr om Cot Jamun. I omgivningarna runt Cot Jamun växer i huvudsak städsegrön lövskog.